# Evžen Plocek
Evžen Plocek (Jihlava, 29 ottobre 1929 – Jihlava, 9 aprile 1969) è stato un patriota cecoslovacco, che si suicidò, dandosi fuoco, per protestare contro l'invasione sovietica della Cecoslovacchia a seguito della Primavera di Praga.

## Biografia
Inizia a lavorare nel 1943 come un attrezzista, nel 1953 si sposa e nel 1955 entra nel Partito, diventando poi presidente del Movimento sindacale rivoluzionario. Nel 1968 diventò vice direttore commerciale della società d'auto Motorpal ed un candidato per la riunione straordinaria del Partito Comunista di Boemia e Moravia.

## Morte

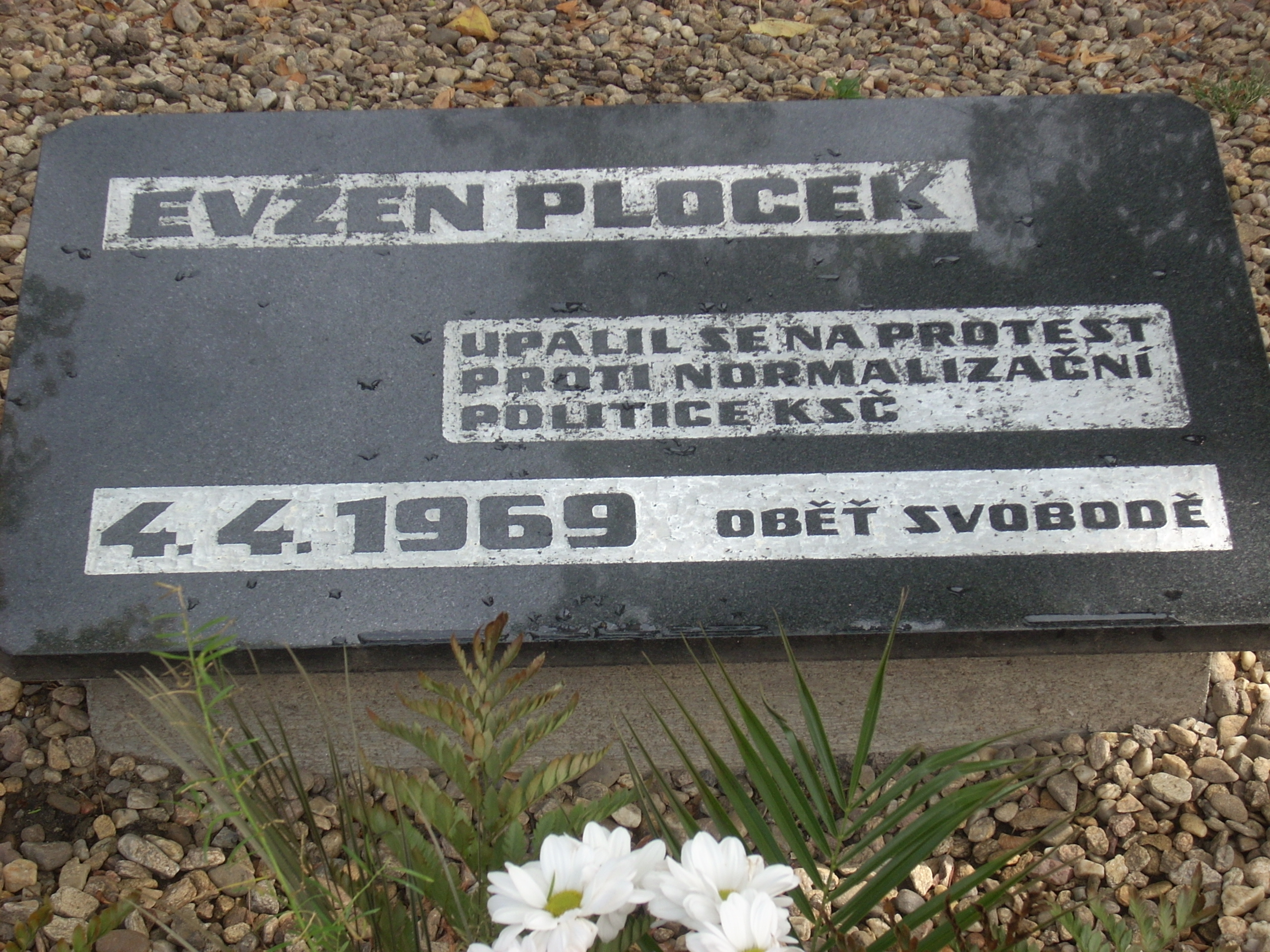
Targa commemorativa dedicata a Plocek, situata a poca distanza dal luogo dove si dette fuoco

Il 4 aprile 1969, giorno del Venerdì santo, alcuni mesi dopo l'invasione della Cecoslovacchia, avvenuta nell'agosto del '68, Plocek si diede fuoco nella piazza principale di Jihlava. Il suo fu il terzo suicidio, dopo i due studenti Jan Palach e Jan Zajíc, che si diedero fuoco a Praga il 16 gennaio e il 25 febbraio.
Poco prima d'immolarsi, mostrò un drappo con la scritta "La verità è rivoluzionaria, scrisse Antonio Gramsci, ed io non sopporto quelli senza alcun sentimento."
Fu portato all'ospedale locale dove morì cinque giorni dopo, il 9 aprile.
Solo quel giorno la stampa locale rese noto che un uomo si era immolato e che era in gravi condizioni.
Nonostante le difficoltà, gli operai della Motorpal riuscirono a celebrare un funerale pubblico nel luogo dove morì Plocek.
Nessuna delle parole da lui dette prima del suicidio furono rese note dalla stampa. Oggi rimane soltanto una placca sul terreno vicino al luogo della sua morte.
Nel 2013 la miniserie televisiva ceca Hořící keř è stata dedicata anche a Evžen Plocek.

## Onorificenze
Evžen Plocek è stato insignito di diversi riconoscimenti postumi: